# Agapema homogena
Agapema homogena är en fjärilsart som beskrevs av Dyar 1908. Agapema homogena ingår i släktet Agapema och familjen påfågelsspinnare. Inga underarter finns listade i Catalogue of Life.